# 埃利奧特 (馬里蘭州)
埃利奧特（英語：Elliott）是位於美國馬里蘭州多徹斯特縣的一個普查規定居民點。

## 人口
根據2020年美國人口普查的數據，埃利奧特的面積為0.92平方千米，當中陸地面積為0.91平方千米，而水域面積為0.00平方千米。當地共有人口43人，而人口密度為每平方千米46.74人。